# 下関ジャンクション
下関ジャンクション（しものせきジャンクション）は、山口県下関市吉田地方（よしだじかた）に所在する中国自動車道と山陽自動車道（宇部下関線）を結ぶジャンクション。
同箇所に設置されている高速道路上のバス停である長門吉田バスストップ（ながとよしだバスストップ）についても本項で記述する。

## ジャンクション
山陽自動車道（宇部下関線）開通にあわせて、以前から存在した長門吉田BSを挟む形で建設された。形状はY字型であるが、接続形式は将来のフルネットワーク時（山陽道山口宇部間の建設）を考慮して、中国道九州方面と山陽道（宇部下関線）方向を主方向の本線、中国道広島方面を分岐側とする構造である。
ジャンクションの建設時、従来の中国道本線を上下両側に拡幅して中央に山陽道の上下車線が設けられ、既設の中国道を山陽道側が高架で乗り越える形で交差するため、合流部付近においては山陽道側へ高さを合わせて中国道の既設部分を全面的に盛土により嵩上げし、あわせて中国道下部の既設カルバートが延伸された。
開通当初は上記のように構造上の本線である山陽道（宇部下関線）方向の案内標識に「山陽道」の道路名が表示されていた。しかし既設の中国道が全線4車線かつ最高速度80km/hであるのに対し、宇部下関線は暫定2車線かつ最高速度70km/hであることや、宇部下関線経由では山口南ICまでの区間に山口宇部道路と小郡道路（国道2号バイパス）を挟み通行料金が通算されないなど山口南IC以東の山陽道利用者へ不便が生じることもあり、「山陽道」の表示は後にシートで隠され、1km手前などの予告看板では隠した部分に「埴生 空港」の案内が付記されている。

### 接続する道路
- E2A 中国自動車道
- E2 山陽自動車道（宇部下関線）

## 長門吉田バスストップ
中国自動車道小郡IC - 小月IC間が開通した際に設けられた。
その後の山陽自動車道宇部下関線建設にあたって下関JCTが長門吉田BSを挟む形で設けられた（山陽道分岐ランプと分岐ランプの間にバス停が位置する。ジャンクション建設中、バス停は一時休止となり全便通過となっていた）ため、中国自動車道美祢方面 - 下関方面を経由するバスのみが停車可能な構造となっている。
当バス停に唯一停車していたサンデン交通の下関 - 山口線が2014年9月30日限りで廃止され、これ以降はこのバス停に停車するバスは存在しない。現在は西日本高速道路の管理用施設に転用されている。

### バス停へのアクセス
- サンデン交通 宗地バス停（山口県道33号下関美祢線）

## 歴史
- 1974年（昭和49年）7月31日：中国自動車道・小郡IC - 小月IC間の開通に伴い、長門吉田BSとして供用開始。
- その後、下関JCTの建設に伴い、長門吉田BSを休止。
- 2001年（平成13年）3月11日：山陽自動車道（宇部下関線）の開通に伴い、下関JCTが供用開始[2]。長門吉田BSの供用再開。

## 周辺
- 下関吉田郵便局
- 下関市立吉田小学校

## 隣
E2A 中国自動車道
(35-1)美祢西IC - (35-2)下関JCT/長門吉田BS - 小月BS - (36)小月IC
E2 山陽自動車道（宇部下関線）
(45)埴生IC - (35-2)下関JCT